# صاحب حلقه‌ها
صاحب حلقه‌ها (به انگلیسی: Master of the Rings) عنوان ششمین آلبوم استودیویی از گروه پاور متال آلمانی هلووین است که در ۱۹۹۴ با همکاری شرکت کستل منتشر شد. این آلبوم اولین حضور اندی دریس به عنوان خواننده و اولی کوش به عنوان نوازنده درامز در گروه است. همچنین در این آلبوم هلووین به سبک پاور متال مشهور خود بازگشته است.

## فهرست آهنگ‌ها
| شماره | نام آهنگ                     | آهنگساز(ان) | مدت  |
| ----- | ---------------------------- | ----------- | ---- |
| ۱     | «خشم»                        | ویکاث       | ۱:۱۴ |
| ۲     | «یگانه بازمانده»             | ویکاث/دریس  | ۴:۳۳ |
| ۳     | «جایی که باران‌ها رشد می‌کنند» | ویکاث/دریس  | ۴:۴۶ |
| ۴     | «چرا؟»                       | دریس        | ۴:۱۱ |
| ۵     | «خودخواه (مرا خراب کن)»      | گراپوف      | ۷:۰۲ |
| ۶     | «جنتلمن حسابی»               | ویکاث/دریس  | ۳:۵۳ |
| ۷     | «بازی در حال انجام است»      | ویکاث       | ۴:۴۰ |
| ۸     | «عذر پنهان»                  | ویکاث       | ۵:۴۹ |
| ۹     | «مرا به خانه ببر»            | گراپوف      | ۴:۲۵ |
| ۱۰    | «در میان یک تپش قلب»         | ویکاث/دریس  | ۴:۳۰ |
| ۱۱    | «ما همچنان می‌رویم»           | گراپوف      | ۵:۰۹ |

### قطعه‌های اهدایی در نسخه ژاپن
| شماره | نام آهنگ                           | آهنگساز(ان) | مدت  |
| ----- | ---------------------------------- | ----------- | ---- |
| ۱     | «نمی‌توانی مبازه کنی برای خواسته‌ات» | دریس        | ۳:۴۵ |
| ۲     | «گراپوفسکی مالم‌سوئیت ۱۰۰۱»         | گراپوف      | ۶:۳۳ |

### نسخه ای‌پی (دیسک دو)
| شماره | نام آهنگ                           | آهنگساز(ان) | مدت  |
| ----- | ---------------------------------- | ----------- | ---- |
| ۱     | «نمی‌توانی مبازه کنی برای خواسته‌ات» | دریس        |      |
| ۲     | «یورش ستاره»                       | ویکاث/دریس  | ۴:۴۷ |
| ۳     | «عرق سرد»                          | لینوت/سیکس  | ۳:۴۶ |
| ۴     | «رویاهای سیلیکونی»                 | گروسکوپف    | ۴:۱۰ |
| ۵     | «گراپوفسکی مالم‌سوئیت ۱۰۰۱»         | گراپوف      | ۶:۳۳ |
| ۶     | «من عشقت را دزدیم»                 | استنلی      | ۳:۲۳ |
| ۷     | «نزدیک‌تر به خانه»                  | فارنر       | ۸:۱۳ |

## سازندگان
- اندی دریس - خواننده
- مایکل ویکاث - گیتار
- رولند گراپوف - گیتار و خوانندگی در قطعه «نزدیک‌تر به خان»
- مارکوس گروسکوپف - گیتار باس
- اولی کوش - درامز
- جورج چین - عکاس
- یان کوپر - مسترینگ
- یورن البروک - برنامه‌نویسی
- تامی هانسن - تهیه‌کننده، میکس، برنامه‌ریزی
- مایکل تایبس - مهندسی صوت